# قله دینگلیشنا
قله دینگلیشنا (انگلیسی: Dinglishna Hill)نام یک قله است که در شرق کوه سوسیتنا، واقع در روستای ماتانوسکا در جنوب مرکز ایالت آلاسکا قراردارد. نام این قله را سرخ پوستان منطقه بر روی آن گذاشته‌اند.